# Estación de Ferrol
Ferrol es una estación de ferrocarril de carácter terminal situada en la ciudad española de Ferrol, en la provincia de La Coruña, Galicia. Cuenta con servicios de Larga Distancia, Media Distancia, Regionales y Cercanías que se prestan tanto en ancho ibérico como en vía estrecha, operados por Renfe. Cumple también funciones logísticas.

## Situación ferroviaria
La estación se encuentra situada a 31 m s. n. m. y es el punto de inicio o final de las siguientes líneas:
- Línea férrea de ancho ibérico Betanzos-Ferrol, punto kilométrico 42,822.[2] El tramo es de vía única y no está electrificado.
- Línea férrea de ancho métrico Ferrol-Gijón, punto kilométrico 0,000.[2] Se trata de una vía única no electrificada.

De la línea Betanzos-Ferrol se deriva un ramal hacia el Puerto Interior de Ferrol, que en un futuro[¿cuándo?] conectará también con el Puerto Exterior de Ferrol. El 3 de enero de 2014, el BOE publicó el anuncio de adjudicación de la redacción del proyecto constructivo de este último enlace, tras haber sido seleccionada la alternativa "Sur". El 28 de abril de 2016 fue publicado en el BOE el anuncio de licitación de las obras, pudiéndose presentar ofertas hasta el 27 de junio de 2016. Actualmente[¿cuándo?] las obras se encuentran en fase de ejecución, tras haber quedado adjudicados los trabajos el 15 de febrero de 2017.

## Historia

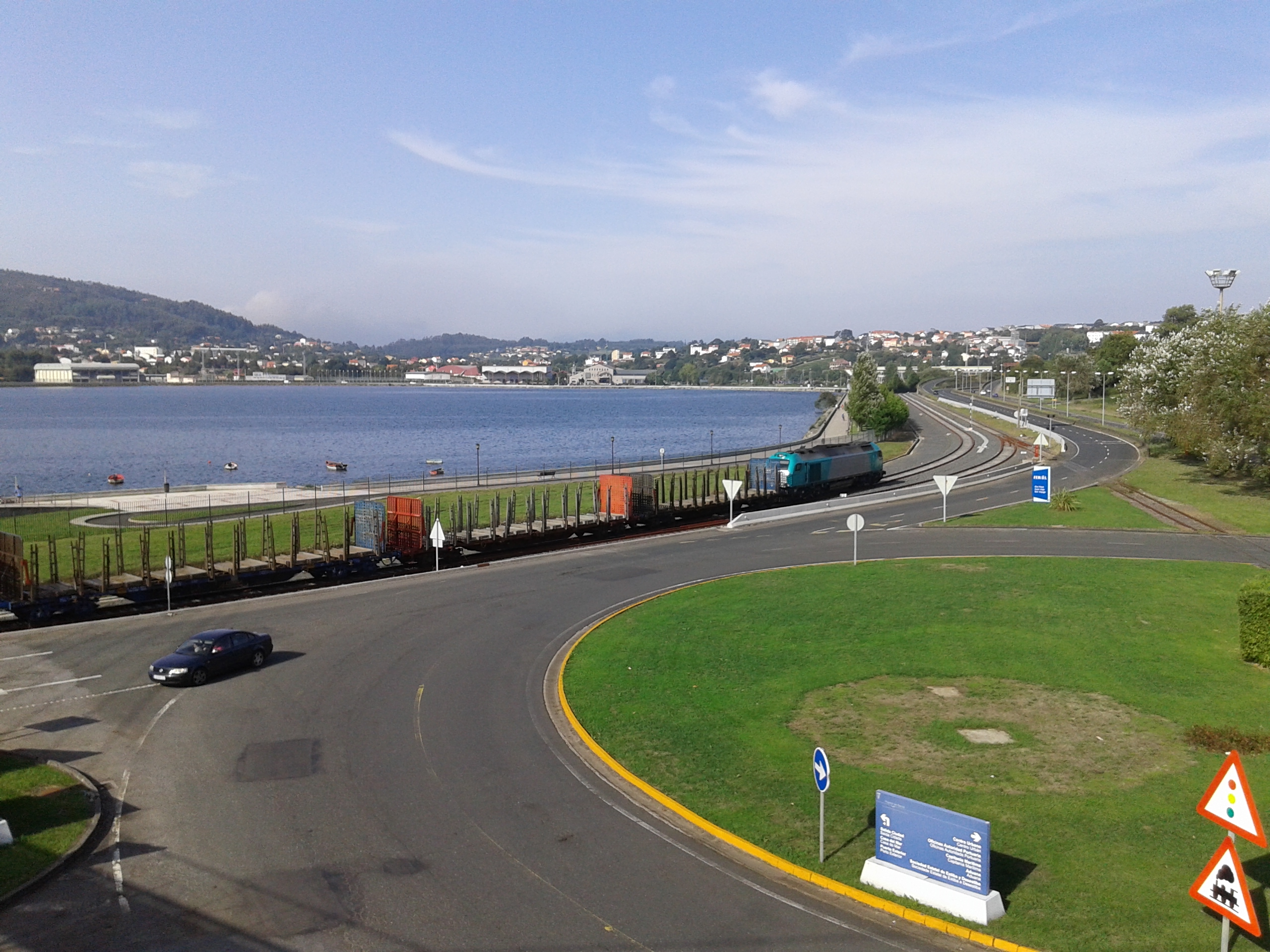
Tren de mercancías de Takargo reculando hacia el puerto interior de Ferrol

El ferrocarril llegó a la ciudad el 5 de mayo de 1913 con la apertura de la línea Betanzos-Ferrol por parte del Estado que tuvo que encargarse de la construcción de la misma al quedar desiertos las diferentes subastas que se fueron celebrando para otorgar dicho ferrocarril a alguna empresa privada. Por ello fue la Primera División Técnica y Administrativa de Ferrocarriles la que se encargó de gestionar la línea en un primer momento hasta su cesión en 1928 a la Compañía Nacional de los Ferrocarriles del Oeste, previo paso por MZOV. En 1941, con la nacionalización ferrocarril en España, la estación empezó a ser gestionada por RENFE.
En la década de los años 60 la red ferroviaria ferrolana se completó con la llegada de otra línea que buscaba conectar la ciudad con Gijón bordeando el Cantábrico. A diferencia de la anterior este nuevo trazado, gestionado por Feve, era de ancho métrico y dio lugar a una nueva estación que pudiera absorber un mayor número de viajeros.
El 31 de diciembre de 2004, Adif pasó a ser la titular de las instalaciones ferroviarias a excepción de la parte utilizada por Feve que mantuvo su independencia hasta el 1 de enero de 2013 momento en el cual toda la estación pasó a depender de Adif.

## La estación
Está situada cerca del centro urbano, en la avenida de Compostela, no muy lejos de la estación de autobuses de la ciudad. Dispone de un edificio para viajeros de planta rectangular y estructura alargada de dos plantas de altura. Es de estilo racionalista, sin mayores concesiones ornamentales más allá del mosaico que adorna la entrada principal. Como es habitual en las estaciones de carácter terminal un esquema en forma de u recoge la parte más significativa del haz de vías. La parte correspondiente a la red de ancho ibérico cuenta en total con ocho vías, de las cuales cinco tienen acceso a andén (vías 1A, 2A, 3A, 4 y 6), disponibles para el servicio de  pasajeros, y cinco carecen de ello (vías 5, 7, 8, 9 y 10), usadas por trenes de mercancías. Por otro lado, la parte de ancho métrico consta de siete vías, tres de ellas con acceso a andén (vías 1 RAM, 2 RAM y 4 RAM) y cuatro carecen de él (vías 3 RAM, 5 RAM, 7 RAM y 9 RAM). La playa de vías abarca una superficie de 4 000 m².
Dispone de sala de espera, vestíbulo, venta de billetes, máquina de autoventa, cafetería, aseos adaptados, asistencia a discapacitados y un aparcamiento exterior de pago.
La zona de vías está dividida en dos secciones, separadas entre sí con paneles de cristal. La sección que se encuentra hacia la izquierda, viéndose desde la entrada al edificio, contiene vías de ancho métrico, que prestan servicio a los trenes de Renfe Cercanías AM. Para entrar a esta zona es necesario pasar por molinetes antes de acceder al andén, en los cuales se debe introducir un billete válido, el cual es posible comprar en una de las máquinas autoservicio que hay en el vestíbulo del inmueble. Las vías que se encuentran hacia la derecha, desde la entrada a la estación, son de ancho ibérico y en ellas encontramos servicios de media y larga distancia.

## Servicios ferroviarios

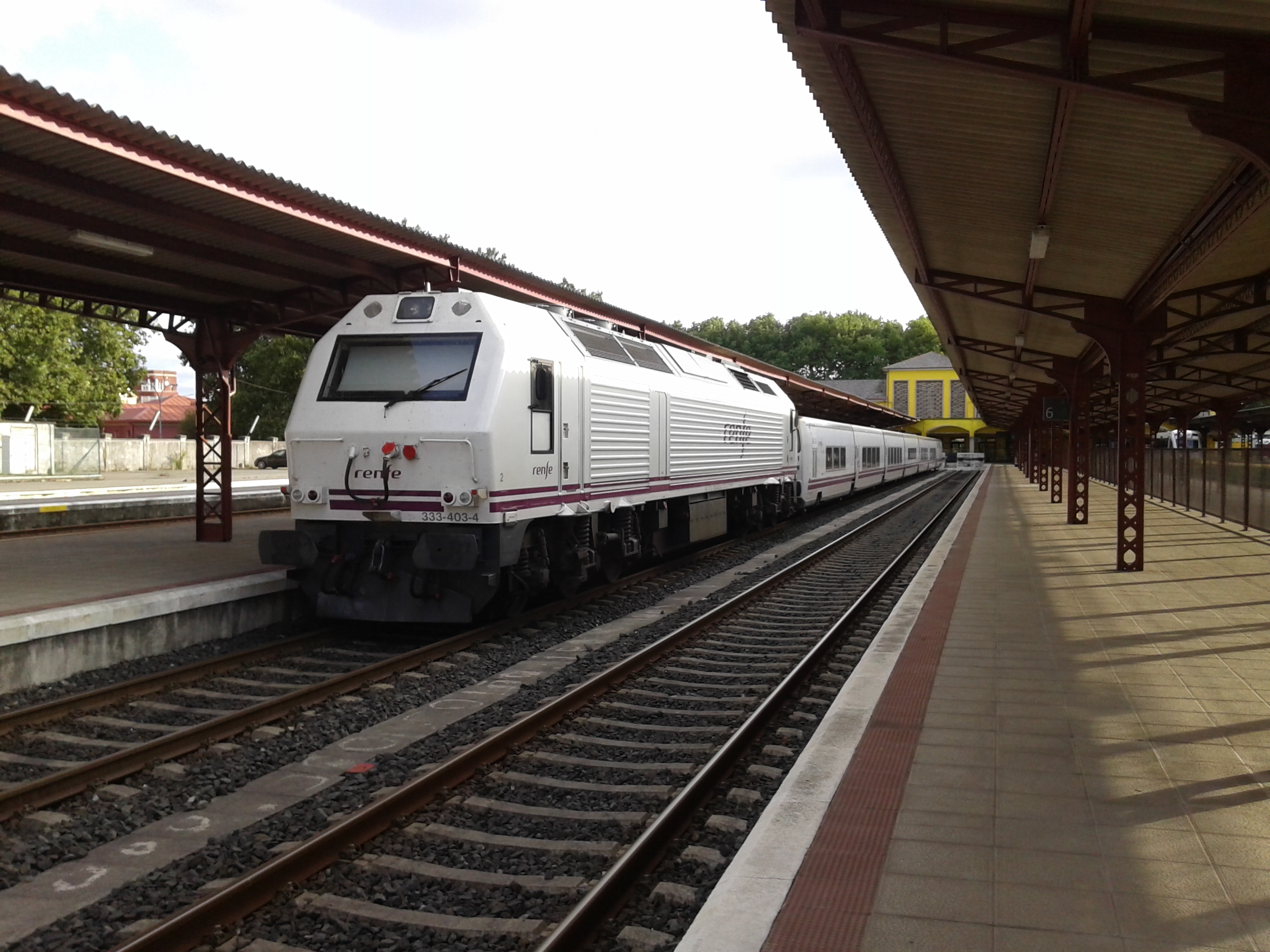
Trenhotel Atlántico estacionado en la vía 4 de la estación de ferrocarriles de Ferrol en 2015.

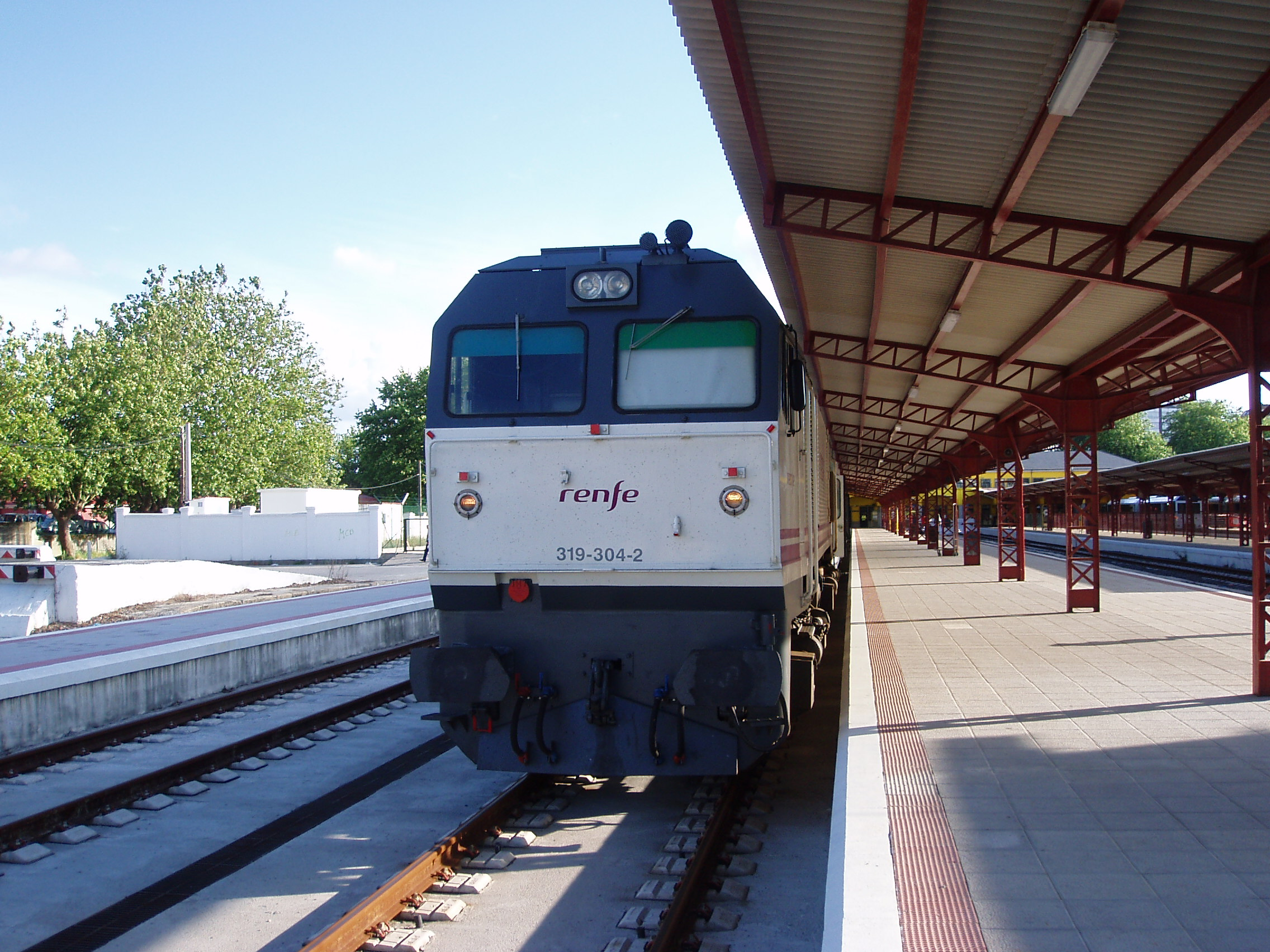
El antiguo Tren Estrella Atlántico, estacionado en la vía 2 de la estación de Ferrol en 2007.

### Larga Distancia
Ferrol dispone de conexiones de largo recorrido diurnas con Madrid con servicios Alvia. Hasta marzo de 2020 hubo también servicios nocturnos Trenhotel que fueron suprimidos sin signos de volver al servicio.
Existen dos Alvia que une diariamente ambas ciudades por sentido vía La Coruña, Santiago de Compostela, Orense y Zamora el primero realiza paradas en, Betanzos Cidade, A Gudiña, Sanabria, Medina del Campo y Segovia y el segundo no realiza paradas en dichas estaciones.
Renfe también ofrece la posibilidad de viajar a Madrid-Chamartín, mediante enlace garantizado en La Coruña; a Barcelona Sants mediante enlace en Betanzos-Infesta y a Hendaya mediante enlace en Monforte de Lemos.

### Media Distancia
Las conexiones de Media Distancia unen de manera directa Ferrol y La Coruña, mediante servicios MD de la línea 5, así como con Oviedo, de manera menos directa con múltiples estaciones, mediante la línea R-1f.

### Cercanías
Forma parte de la línea C-1 del núcleo de Cercanías Galicia que une Ferrol con Ortigueira. Históricamente en manos de Feve, este servicio se presta por Renfe desde 2013 sin cambios significativos.

### Trenes turísticos
La estación de Ferrol constituye el punto de partida y término de la ruta del tren Transcantábrico de Renfe. Si bien la ruta parte o termina en Santiago de Compostela, el trayecto entre esta ciudad y Ferrol y viceversa se realiza por carretera. Los dos convoyes que prestan el servicio 
Transcantábrico llegan y parten de la estación ferrolana los sábados, normalmente en temporada de primavera y verano, así como en fechas especiales o cuando se requiera el tren para un servicio chárter.